# Oskar Hoby
Oskar Hoby (* 11. Januar 1918 in St. Gallen; † 5. Juni 1998 in Heiden AR) war ein Schweizer Sänger, Schauspieler und Kabarettist.

## Leben
Oskar Hoby hatte ursprünglich beabsichtigt, Theologie zu studieren. Auftritte in Schulaufführungen weckten sein Interesse an der Schauspielerei. Nach der Matura arbeitete Oskar Hoby zunächst in einem Mailänder Hotel und nahm nebenbei Gesangsunterricht. Während des Zweiten Weltkrieges gehörte er der Schweizer Soldatenbühne «Bärentatze» an. Nach Kriegsende ging er unter anderem mit dem «Hegi-Theater» von Emil Hegetschweiler und Alfred Rassers «Cabaret Kaktus» auf Tournee. Von 1950 bis 1953 war Hoby am Stadttheater St. Gallen engagiert, wo er überwiegend in Operetten sang und spielte, aber auch in Opern und im Schauspiel eingesetzt wurde. Gemeinsam mit Alfred Bruggmann gründete er 1953 das «Cabaret Rüeblisaft», das bis 1976 existierte. Hier stand er nicht nur auf der Bühne, sondern fungierte auch als kaufmännischer Leiter und Tourneemanager. Daneben hatte Hoby Engagements in Zürich, dort am Bernhard-Theater, am Schauspielhaus und an der Oper, sowie am Stadttheater Bern und am Theater Kanton Zürich.
Rollen Hobys waren unter anderem Herr Reich in Die lustigen Weiber von Windsor von Otto Nicolai, Kapitän Andy Hawks in Show Boat oder Baron Saint Chamard in Carl Millöckers Operette Die Dubarry. Ab Mitte der 1950er-Jahre arbeitete Oskar Hoby gelegentlich in Nebenrollen für Film und Fernsehen. Daneben hatte er einige Einsätze als Hörspielsprecher, überwiegend in Mundartproduktionen. Seine Stimme ist auch auf Hörbüchern und Schallplatten für Kinder erhalten geblieben.

## Filmografie (Auswahl)
- 1955: Leben und leben lassen
- 1957: Die Angst vor der Gewalt (Der 10. Mai)
- 1959: Hinter den sieben Gleisen
- 1960: Der Herr mit der schwarzen Melone
- 1960: Anne Bäbi Jowäger 1. Teil
- 1961: Die Schatten werden länger
- 1961: Demokrat Läppli
- 1962: Anne Bäbi Jowäger 2. Teil
- 1965: Der Schmied seines Glückes
- 1971: Die Gwundrige
- 1974: Fluchtgefahr
- 1976: Die plötzliche Einsamkeit des Konrad Steiner
- 1978: Anne Bäbi Jowäger
- 1978: Ursula
- 1980: Theo gegen den Rest der Welt

## Hörspiele
- 1956: Jakob Stebler: Sägel ohni Wind – Regie: Robert Bichler – SRF
- 1961: Kurt Früh/Jean-Pierre Gerwig: Es Dach über em Chopf – Regie: Walter Wefel – SRF
- 1962: Richard Schneiter: Di Yfersüchtige – Regie: Hans Bänninger – SRF
- 1964: Wolfgang Altendorf: D' Vorundersuechig – Regie: Hans Jedlitschka – SRF
- 1969: Robert Messerli: Zwüsche Chrüüz und Güggel – Regie: Ulrich Studer – SRF
- 1987: Max Berner: 's Hüüsli – Regie: Walter Baumgartner – SRF
- 1987: Hans Peter Treichler: Tisch vier bis sibe: Personalwiehnachte – Regie: Franziskus Abgottspon – SRF
- 1988: Max Berner: Zivilschutz – Regie: Walter Baumgartner – SRF